# Maceo Carloni
Maceo Carloni (Terni, 4 aprile 1899 – Casteldilago, 4 maggio 1944) è stato un sindacalista italiano.

## Storia
Inizialmente repubblicano, nel 1922 si iscrive al sindacato fascista e nel 1932 al  PNF.  Nel corso degli anni trenta percorre una rapida carriera all’interno del sindacato fascista.  Dapprima è membro  della commissione dei lavoratori dell’azienda poi, dal 1929, capogruppo dei lavoratori metalmeccanici dell’Unione fascista lavoratori dell’industria di Terni.  Dal 1934 è nominato membro della Corporazione della metallurgia e della meccanica, quindi del Consiglio provinciale delle corporazioni. Successivamente entra a far parte della Giunta esecutiva della Federazione nazionale fascista lavoratori industrie meccaniche e metallurgiche.
Nel primo dopoguerra (e fino alla Seconda Guerra Mondiale) da presidente dell'Associazione Nazionale Marinai d'Italia (ANMI), svolse attività di sostegno e di solidarietà alle famiglie dei militari che avevano servito nella Regia Marina.

### Resistenza e liberazione
Dopo l'armistizio dell'8 settembre 1943, Maceo Carloni non aderisce al Partito Fascista Repubblicano. Mantiene tuttavia un ruolo di primo piano nelle Acciaierie di Terni, essendo Commissario di Fabbrica della TERNI-Acciai. 
Maceo Carloni considerato una spia in contatto con i nazi-fascisti occupanti dopo l'Operazione Asche, durante la resistenza fu condannato a morte dal tribunale militare straordinario della Brigata garibaldina 'Antonio Gramsci', come dichiarato nel processo presso la Procura della Repubblica del Tribunale di Terni il 09.07.1952 dal comandante partigiano Alfredo Filipponi, fu prelevato e giustiziato nella notte del 4 maggio 1944 dai partigiani della Brigata garibaldina 'Antonio Gramsci', il fatto costituisce un atto di guerra partigiana, inquadrato nel contesto storico della lotta contro il fascismo, durante il regime fascista e come tale compreso nell'aministia per i reati politici antifascisti, decreto legislativo 17.11.1945 n.719.

### Controversie
Il 13 giugno 2011, in occasione del 67^ della liberazione della città di Terni, il primo cittadino Leopoldo Di Girolamo dichiara:
[...] Se si guarda a questi avvenimenti cruciali per la nostra città in quei giorni della primavera del 1944 senza intenti minimizzanti o peggio ancora denigratori non si può non sottolineare come risultino del tutto fuori luogo e risibili presunte revisioni sul ruolo della Resistenza ternana e umbra nella Liberazione della nostra città: la storia la si può approfondire, completare di notizie, dati, testimonianze, ma non la si può sovvertire nei suoi significati più profondi e duraturi.[...] (per leggere il testo dell'intervento cliccare qui)
Una chiara presa di posizione del sindaco e della sua Amministrazione nei confronti delle attività di studio e di analisi della resistenza ternana.
Nella primavera del 2011 il nipote di Maceo Carloni, Fabrizio Carloni, scrive una lettera al sindaco di Terni Leopoldo di Girolamo contestando a quest'ultimo la scelta di intitolare un passaggio pedonale al partigiano garibaldino Mario Filipponi.

## Dibattito storiografico
Angelo Bitti, Renato Covino e Marco Venanzi nello studio pubblicato da CRACE, La Storia Rovesciata (2010), rivendicano l'implicazione di Carloni e Centofanti con il regime fascista, considerando inoltre necessaria la contestualizzazione delle azioni della Gramsci ad un momento della storia nazionale e locale particolarmente duro e difficile. La sentenza di proscioglimento dei partigiani processati per l'omicidio Carloni pronunciata dal Giudice Istruttore Colacci in parte suffragare questa tesi:
a torto o a ragione [...] Carloni era ritenuto uno degli esponenti del Fascismo e considerato un gerarca del Partito [...] occupò una carica importante, quale quella di capo dei sindacati operai, l'espletamento delle cui mansioni non poteva essere fatto che in assoluta e completa collaborazione politica con le gerarchie del Partito e in adesione alle ideologie da quest'ultimo professate[...]
In verità non esiste alcun documento che attesti il ruolo di "gerarca" del Carloni nel Fascio Repubblicano di Terni. Inoltre, quanto all'essere una "spia fascista" l'accusa è stata dimostrata non veritiera in tutte le sedi giudiziarie e storiche.  . 
Il 7 ottobre 1952, il Ministro della Giustizia Adone Zoli, interrogato dall'onorevole Filippo Micheli circa il "Processo per l’uccisione del sindacalista fascista Maceo Carloni", dichiarava che: 
«riguardo alla sua interrogazione, mi pregio comunicare che gli atti del procedimento relativo all'uccisione del sindacalista fascista Maceo Carloni, avvenuta nel 1944 ad opera di Filipponi Mario ed altri, vennero distrutti nell'incendio doloso provocato nel novembre 1949 da persone tuttora non identificate nei locali dell'ufficio d'istruzione del tribunale di Terni. Gli atti suddetti furono interamente ricostruiti con un paziente lavoro che richiese necessariamente del tempo. In data 22 febbraio 1952 il pubblico ministero presso il tribunale di Terni restituì il processo al giudice istruttore con richiesta di proscioglimento di tutti gli imputati, in applicazione dell'amnistia, elargita per i reati politici dal decreto legislativo 17 novembre 1945, n. 719. Con sentenza 9 luglio 1952, il giudice istruttore ha dichiarato non doversi procedere nei confronti di tutti gli imputati perché estinti per amnistia i reati loro ascritti.
È da escludere che vi siano state pressioni politiche dirette a ritardare l'istruttoria».
Dunque, la distruzione dei fascicoli processuali e la seguente amnistia hanno impedito, per decenni, di fare completa chiarezza sul reale movente di un omicidio che, considerato anche il particolare modus operandi degli esecutori, era perseguito dal Codice penale militare di guerra allora adottato dalle formazioni partigiane che rispondevano al Comitato di Liberazione Nazionale. 
La documentazione storica circa le attività della Brigata Garibaldi "Antonio Gramsci" non può fornire eventuali, ulteriori delucidazioni. Già negli Anni Settanta, infatti, il dirigente del PCI Celso Ghini, ex ispettore delle Brigate "Garibaldi" in Umbria, Lazio e Marche, così definiva i lavori storiografici relativi alla resistenza nel ternano:
«Più scarse sono le ricerche approfondite, i saggi sui particolari aspetti della resistenza e, conseguentemente, gli studi critici generali».
Infine, nei primi Anni Duemila una colpevole bagarre di carattere più politico che storico ha contribuito a sedimentare convinzioni non veritiere sulla figura di Maceo Carloni, nonostante l'ampio lavoro di ricerca storica e di ricostruzione della verità portata avanti da saggisti e ricercatori, fra i quali spiccano il professor Vincenzo Pirro ed Enrico Carloni, figlio di Maceo. 